# Taka bangladesí
El taka (en bengalí: টাকা, ṭaka) es la moneda de curso legal de Bangladés. Se divide en 100 poisha (en bengalí: পয়সা, pôesha) y su código ISO 4217 es BDT.

## Historia
En 1971, la antigua provincia de Pakistán Oriental se independizó dando lugar a la República de Bangladés, utilizando la rupia pakistaní como moneda transitoria. El taka se introdujo en 1972, sustituyendo la rupia a la par. La palabra "taka" proviene del término sánscrito tanka, denominación utilizada para designar a una antigua moneda de plata. En la India el término "taka" también se utiliza, pero con otros significados. En el norte de la India, el taka era una moneda de cobre que equivalía a 2 paise, y en el sur equivalía a 4 paise o 1 anna. Solamente en Bengala y Orissa el taka equivalía a una rupia. En todas las provincias indias el taka se utilizó de manera informal como moneda. Sin embargo, Bengala estaba fuertemente unida al taka.
La rupia se introdujo en el periodo del dominio turcoafgano, la cual fue mantenida por los mogoles y los británicos. La población bengalí siempre ha preferido la palabra "taka" para referirse a las rupias, ya fueran de oro o plata. De hecho, el explorador Ibn Battuta en una de sus crónicas describía una moneda de oro (el dinar) nombrada como tanka de oro y tanka de plata. Esta tradición se ha mantenido hoy en día en las regiones orientales de Bangladés, Bengala Occidental, Tripura, Odisha y Assam. En los idiomas de estas provincias, a la rupia se la conoce como টাকা (ṭaka) en bengalí, টকা (tôka) en asamés, y ଟଙ୍କା (ṭôngka) en oriya.

## Institución emisora
Las monedas y billetes denominados en takas son emitidos por el Banco de Bangladés (বাংলাদেশ ব্যাংক). En todos los billetes aparece la firma del gobernador del Banco Central, excepto los billetes de 1 taka, de quien es responsable el Secretario del Ministerio de Economía.

## Monedas
En 1973 se introdujeron monedas de 5, 10, 25 y 50 poisha. Un año más tarde se acuñaron las monedas de 1 poisha, y en 1975 las de 1 taka. Las denominaciones de 1, 5 y 10 poisha se acuñaron en aluminio, mientras que para el resto se utilizó el cuproníquel. En 1994 se introdujeron monedas de 5 taka de acero, y en 2004 la denominación de 2 taka.

## Billetes
En 1971, los billetes de la rupia pakistaní fueron sellados para su utilización en Bangladés. En 1972 se introdujeron billetes de 1, 5, 10 y 100 taka, seguidos de las denominaciones de 50 taka en 1975, 500 taka en 1977 y 20 taka en 1980. Los billetes de 1 taka se emitieron hasta 1984, y en 1989 se añadieron billetes de 2 taka.
En el año 2000, el gobierno introdujo un billete de 10 taka de polímero, sin embargo este billete no tuvo mucho éxito y pronto se retiró de la circulación. Hoy en día los billete de 1 y 5 taka están siendo sustituidos por monedas de las mismas denominaciones. Durante el año 2009, el gobierno planea introducir una denominación de 1.000 taka.